# Machete Bomb
Machete Bomb é uma banda brasileira de samba-rock, oriunda de Curitiba, Paraná. O líder do grupo, Otávio "Madu" Madureira, toca cavaquinho em cima de um som marcado por samba e rock and roll, criando uma mistura influenciada por Mundo Livre S/A e com a qual ele afirma querer "quebrar preconceitos" e "mostrar às pessoas" que "no Brasil, o samba fez o que o rock contribuiu lá fora, de contestar, afrontar", com "músicas de protesto, que falam verdades e cutucam feridas". Além de samba e rock, o som do grupo também tem elementos de hip hop.

## História
Em 2013, lançaram o EP O Samba do Sul.
Em 2015, lançaram seu primeiro disco de estúdio, O Samba do Sul, com 23 faixas distribuídas em três partes. A obra teve participações de Duayer, Papo Reto, DJ Ploc, Alvaro Larsen, Hurakán, Cabes MC, Rodrigo Ribeiro, Andó, J. Velloso, Alienação Afrofuturista e Xandão Menezes.
Em 2017, lançaram seu segundo disco de estúdio, A Saga do Cavaco Profano, com participações de Alessandro Ramos (Alienação Afrofuturista), Dow Raiz, Reacción Ekis, Slick the Misfit e MC Bing Man.
Em 2018, participaram do álbum-tributo brasileiro A Soulful Tribute to Nirvana's in Utero, que homenageou o disco In Utero do Nirvana, com uma versão da faixa "Dumb".
Em 2020, o lançaram seu terceiro disco, MXT Comvida, com participações de diversos artistas como Fred Zero Quatro (Mundo Livre S/A), Lemoskine, Lobato e Xandão (ambos d'O Rappa), Mateo Piracés-Ugarte (Francisco, el Hombre), Mulamba, Nave, Odair José, TUYO, BNegão, Dedé Paraízo (Demônios da Garoa), Egypcio (Tihuana), Thestrow, Pete Mcee, Pecaos, Alienação Afrofuturista, Rodrigo Samsara, El Efecto, Caio MacBeserra (Project46), DowRaiz, Andó e Janine Mathias. O álbum foi criado depois de Madu perder a esposa e deixar de focar na música para cuidar dos dois filhos, e é resultado da sua decisão de seguir em frente, com o apoio das pessoas que participaram das faixas. Ele tocou todos os instrumentos sozinho e as faixas são intercaladas com vinhetas contendo comentários dos convidados e convidadas sobre a produção das faixas.

## Integrantes
Formação atual 
- Theo "Thestrow" Willyan Santos — vocais
- Alessandro "Alienação Afrofuturista" Ramos da cunha— vocais
- Otávio "Madu" Madureira — cavaquinho
- Priscilla Link — percussão
- Leandro "Kiko" Souza — bateria

## Discografia

### Álbuns de estúdio
- O Samba do Sul (2015)
- A Saga do Cavaco Profano (2017)
- Mxt Comvida

### Álbuns de remixes
- Vendendo a Alma ao Diabo – Vol. I (2018)[11]
- Vendendo a Alma ao Diabo – Vol. II (2018)[12]

### Álbuns ao vivo
- Psicodália 2018 ao Vivo (2018)[13]

### EPs
- O Samba do Sul (2013)